# Caterina Murino

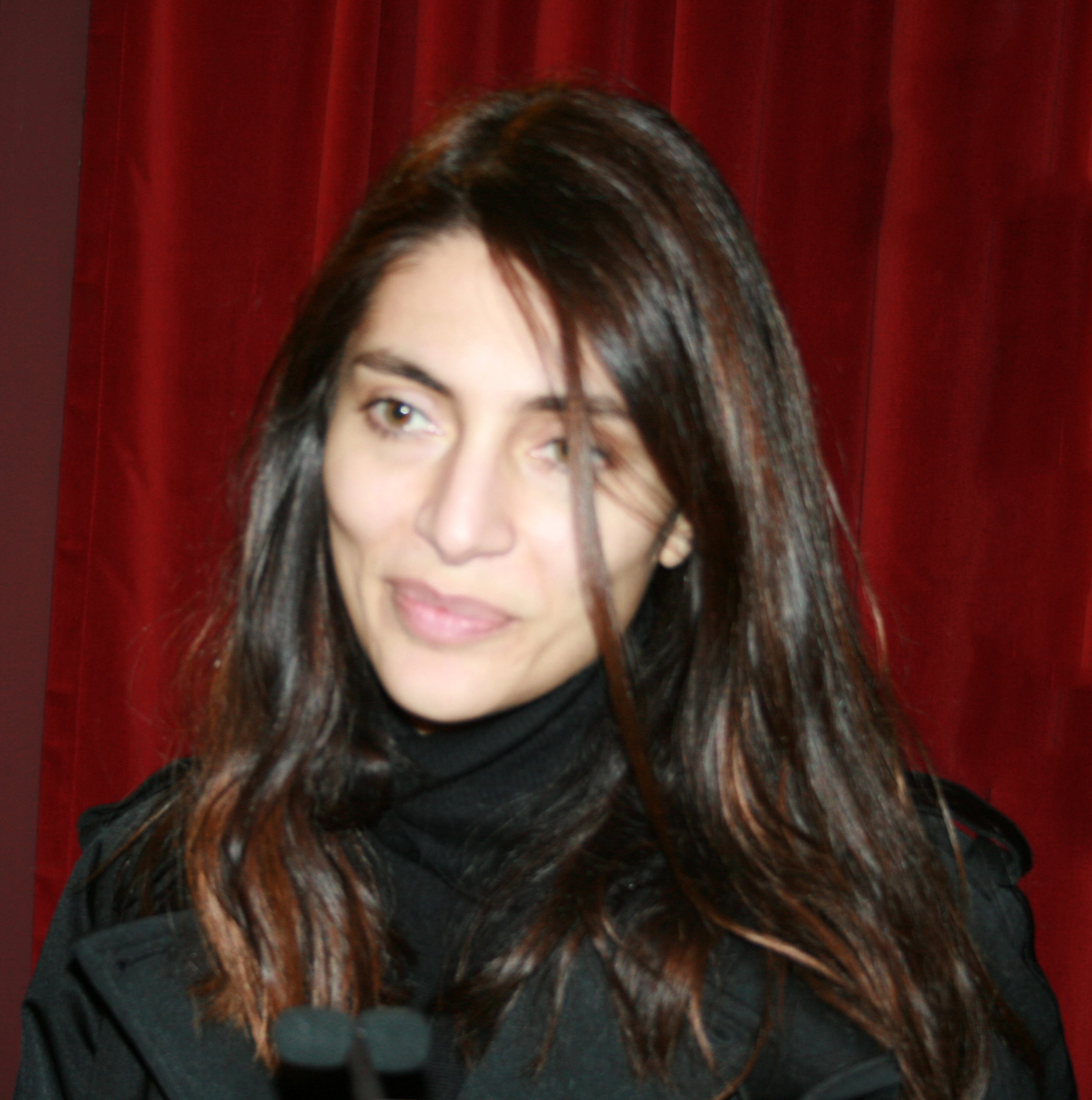
Caterina Murino.

Caterina Murino, född 15 september 1977 i Cagliari, italiensk skådespelare bl.a. medverkande i filmen Casino Royale.